# Lappeasuanto
Lappeasuanto (Fins: Lappeasuando) is een plaatsaanduiding annex recreatiegebied binnen de Zweedse gemeente Kiruna.  De plaats wordt gevormd door een overnachtingplaats aan de Europese weg 10 /Europese weg 45 en de Kalixälven, die hier de grens vormt met de gemeente Gällivare. Het ligt ongeveer 5 km ten noorden van Puoltikasvaara. Alhoewel het zelf geen inwoners heeft is het in de wijde omgeving bekend en wordt het ook aangegeven.
De coördinaten zijn bij benadering. 

## Kaart
- Vermelding Lappeasuanto